# Élections législatives de 1993 dans le Morbihan
Les élections législatives françaises de 1993 se déroulent les 21 et 28 mars 1993. Dans le département du Morbihan, six députés sont à élire dans le cadre de six circonscriptions.

## Élus
| Circonscription                                 | Député sortant        | Parti | Parti     | Député élu ou réélu   | Parti | Parti     |
| ----------------------------------------------- | --------------------- | ----- | --------- | --------------------- | ----- | --------- |
| 1re                                             | Raymond Marcellin     |       | UDF (PR)  | Raymond Marcellin     |       | UDF (PR)  |
| 2e                                              | Aimé Kergueris        |       | UDF (PR)  | Aimé Kergueris        |       | UDF (PR)  |
| 3e                                              | Jean-Charles Cavaillé |       | RPR       | Jean-Charles Cavaillé |       | RPR       |
| 4e                                              | Loïc Bouvard          |       | UDF (CDS) | Loïc Bouvard          |       | UDF (CDS) |
| 5e                                              | Jean-Yves Le Drian    |       | PS        | Michel Godard         |       | UDF (PR)  |
| 6e                                              | Jean Giovannelli*     |       | PS        | Jacques Le Nay        |       | app. UDF  |
| * député sortant ne se représentant pas en 1993 |                       |       |           |                       |       |           |

## Positionnement des partis
Les candidats d'alliance RPR-UDF et divers droite se présentent sous la bannière de l'Union pour la France et ceux du Parti socialiste derrière l'Alliance des Français pour le Progrès. Enfin, Les Verts et Génération écologie s'unissent sous l'étiquette Entente des écologistes.

## Résultats
Les résultats des élections proviennent du quotidien Le Monde et du site data.gouv.fr.

### Résultats à l'échelle du département
| Parti          | Parti                                 | Premier tour | Premier tour | Second tour | Second tour | Sièges |
| Parti          | Parti                                 | Voix         | %            | Voix        | %           | Sièges |
| -------------- | ------------------------------------- | ------------ | ------------ | ----------- | ----------- | ------ |
|                | Union pour la démocratie française    | 112 623      | 35,80        | 57 474      | 40,66       | 4      |
|                | Rassemblement pour la République      | 41 837       | 13,30        | 21 575      | 15,26       | 1      |
|                | Divers droite                         | 15 048       | 4,78         | 21 684      | 15,34       | 1      |
|                | Union pour la France                  | 169 508      | 53,88        | 100 733     | 71,26       | 6      |
|                |                                       |              |              |             |             |        |
|                | Parti socialiste                      | 51 170       | 16,27        | 40 629      | 28,74       | 0      |
|                | Mouvement des réformateurs            | 1 334        | 0,42         |             |             | 0      |
|                | Alliance des Français pour le progrès | 52 504       | 16,69        | 40 629      | 28,74       | 0      |
|                |                                       |              |              |             |             |        |
|                | Génération écologie                   | 12 327       | 3,92         |             |             | 0      |
|                | Les Verts                             | 9 972        | 3,17         | 0           |             |        |
|                | Union démocratique bretonne           | 4 020        | 1,28         | 0           |             |        |
|                | Entente des écologistes               | 26 319       | 8,37         |             |             | 0      |
|                |                                       |              |              |             |             |        |
|                | Front national                        | 30 615       | 9,73         |             |             | 0      |
|                | Parti communiste français             | 25 302       | 8,04         | 0           |             |        |
|                | Le Trèfle - Les nouveaux écologistes  | 8 650        | 2,75         | 0           |             |        |
|                | Extrême gauche dont LCR et LO         | 1 093        | 0,35         | 0           |             |        |
|                | Divers dont PLN                       | 523          | 0,16         | 0           |             |        |
|                | Union démocratique bretonne           | 47           | 0,01         | 0           |             |        |
|                |                                       |              |              |             |             |        |
| Inscrits       | Inscrits                              | 462 090      | 100,00       | 237 781     | 100,00      | 6      |
| Abstentions    | Abstentions                           | 129 953      | 28,12        | 79 758      | 33,54       |        |
| Votants        | Votants                               | 332 137      | 71,88        | 158 023     | 66,46       |        |
| Blancs et nuls | Blancs et nuls                        | 17 576       | 5,29         | 16 661      | 10,54       |        |
| Exprimés       | Exprimés                              | 314 561      | 94,71        | 141 362     | 89,46       |        |

### Résultats par circonscription

#### Première circonscription (Vannes)
| Candidat       | Candidat                        | Parti          | Premier tour | Premier tour | Second tour | Second tour |  |
| Candidat       | Candidat                        | Parti          | Voix         | %            | Voix        | %           |  |
| -------------- | ------------------------------- | -------------- | ------------ | ------------ | ----------- | ----------- |  |
|                | Raymond Marcellin sortant réélu | UDF (PR)       | 26 817       | 49,92        | 30 601      | 64,06       |  |
|                | Alain Le Fur                    | PS (ADFP)      | 9 183        | 17,09        | 17 171      | 35,94       |  |
|                | Bruno Petit                     | FN             | 6 330        | 11,78        |             |             |  |
|                | Jean-Pierre Mousset             | Les Verts (EÉ) | 6 052        | 11,26        |             |             |  |
|                | Pierre Joubin                   | PCF            | 1 976        | 3,68         |             |             |  |
|                | Hubert Yvon                     | MDD            | 1 975        | 3,68         |             |             |  |
|                | Monique Villard                 | LT-LNÉ         | 1 391        | 2,59         |             |             |  |
|                |                                 |                |              |              |             |             |  |
| Inscrits       | Inscrits                        | Inscrits       | 77 927       | 100,00       | 77 912      | 100,00      |  |
| Abstentions    | Abstentions                     | Abstentions    | 21 361       | 27,41        | 26 823      | 34,43       |  |
| Votants        | Votants                         | Votants        | 56 566       | 72,59        | 51 089      | 65,57       |  |
| Blancs et nuls | Blancs et nuls                  | Blancs et nuls | 2 842        | 5,02         | 3 317       | 6,49        |  |
| Exprimés       | Exprimés                        | Exprimés       | 53 724       | 94,98        | 47 772      | 93,51       |  |

#### Deuxième circonscription (Auray)
|                | Aimé Kergueris sortant réélu | UDF (PR)       | 25 819 | 52,78  |  |  |  |
|                | Jean-François Chambrette     | FN             | 6 970  | 14,25  |  |  |  |
|                | Jean-Claude Ropert           | PS (ADFP)      | 6 389  | 13,06  |  |  |  |
|                | Patrice Le Borgnic           | GÉ (EÉ)        | 4 664  | 9,53   |  |  |  |
|                | Michel Le Scouarnec          | PCF            | 3 399  | 6,95   |  |  |  |
|                | Guy Grisel                   | LT-LNÉ         | 1 676  | 3,43   |  |  |  |
|                |                              |                |        |        |  |  |  |
| Inscrits       | Inscrits                     | Inscrits       | 74 773 | 100,00 |  |  |  |
| Abstentions    | Abstentions                  | Abstentions    | 22 383 | 29,93  |  |  |  |
| Votants        | Votants                      | Votants        | 52 390 | 70,07  |  |  |  |
| Blancs et nuls | Blancs et nuls               | Blancs et nuls | 3 473  | 6,63   |  |  |  |
| Exprimés       | Exprimés                     | Exprimés       | 48 917 | 93,37  |  |  |  |

#### Troisième circonscription (Pontivy)
|                | Jean-Charles Cavaillé sortant réélu | RPR (UPF)      | 29 308 | 52,78  |  |  |  |
|                | Jean-Pierre Le Roch                 | PS (ADFP)      | 8 034  | 15,94  |  |  |  |
|                | André Guyomar                       | FN             | 4 263  | 8,46   |  |  |  |
|                | Pierre Bernard                      | GÉ (EÉ)        | 3 507  | 6,96   |  |  |  |
|                | Jean-Paul Jarno                     | PCF            | 3 287  | 6,52   |  |  |  |
|                | Andrée Bouillin                     | LT-LNÉ         | 1 476  | 2,93   |  |  |  |
|                | Daniel Delagneau                    | PLN            | 523    | 1,04   |  |  |  |
|                |                                     |                |        |        |  |  |  |
| Inscrits       | Inscrits                            | Inscrits       | 71 733 | 100,00 |  |  |  |
| Abstentions    | Abstentions                         | Abstentions    | 18 146 | 25,3   |  |  |  |
| Votants        | Votants                             | Votants        | 53 587 | 74,7   |  |  |  |
| Blancs et nuls | Blancs et nuls                      | Blancs et nuls | 3 189  | 5,95   |  |  |  |
| Exprimés       | Exprimés                            | Exprimés       | 50 398 | 94,05  |  |  |  |

#### Quatrième circonscription (Ploërmel)
|                | Loïc Bouvard sortant réélu    | UDF (CDS)      | 34 413 | 63,67  |  |  |  |
|                | Paul Pabœuf                   | PS (ADFP)      | 7 847  | 14,52  |  |  |  |
|                | Alain Gaultier de la Richerie | FN             | 4 396  | 8,13   |  |  |  |
|                | Christian Guyonvarc'h         | UDB            | 4 020  | 7,44   |  |  |  |
|                | Fernand Luet                  | PCF            | 1 963  | 3,63   |  |  |  |
|                | Raymond Labitrie              | LT-LNÉ         | 1 414  | 2,62   |  |  |  |
|                |                               |                |        |        |  |  |  |
| Inscrits       | Inscrits                      | Inscrits       | 77 783 | 100,00 |  |  |  |
| Abstentions    | Abstentions                   | Abstentions    | 21 046 | 27,06  |  |  |  |
| Votants        | Votants                       | Votants        | 56 737 | 72,94  |  |  |  |
| Blancs et nuls | Blancs et nuls                | Blancs et nuls | 2 684  | 4,73   |  |  |  |
| Exprimés       | Exprimés                      | Exprimés       | 54 053 | 95,27  |  |  |  |

#### Cinquième circonscription (Lorient)
| Candidat       | Candidat                   | Parti          | Premier tour | Premier tour | Second tour | Second tour |  |
| Candidat       | Candidat                   | Parti          | Voix         | %            | Voix        | %           |  |
| -------------- | -------------------------- | -------------- | ------------ | ------------ | ----------- | ----------- |  |
|                | Michel Godard élu          | UDF (PR)       | 16 948       | 33,20        | 26 873      | 53,39       |  |
|                | Jean-Yves Le Drian sortant | PS (ADFP)      | 10 385       | 20,35        | 23 458      | 46,61       |  |
|                | Jean Maurice               | PCF            | 8 359        | 16,38        |             |             |  |
|                | Daniel Bergeron            | FN             | 5 086        | 9,96         |             |             |  |
|                | Éric Regenermel            | GÉ (EÉ)        | 4 156        | 8,14         |             |             |  |
|                | Joseph Le Lamer            | MDR            | 1 334        | 2,61         |             |             |  |
|                | Marjolaine Fontaine        | LT-LNÉ         | 1 300        | 2,55         |             |             |  |
|                | Roger Martin               | UDI            | 875          | 1,71         |             |             |  |
|                | Jacques Bellanger          | Divers droite  | 790          | 1,55         |             |             |  |
|                | Cyril Le Bail              | LO             | 776          | 1,52         |             |             |  |
|                | Lucien Le Puil             | MDD            | 711          | 1,39         |             |             |  |
|                | Gwénaël Le Gras            | LCR            | 317          | 0,62         |             |             |  |
|                |                            |                |              |              |             |             |  |
| Inscrits       | Inscrits                   | Inscrits       | 79 777       | 100,00       | 79 776      | 100,00      |  |
| Abstentions    | Abstentions                | Abstentions    | 26 364       | 33,05        | 25 416      | 31,86       |  |
| Votants        | Votants                    | Votants        | 53 413       | 66,95        | 54 360      | 68,14       |  |
| Blancs et nuls | Blancs et nuls             | Blancs et nuls | 2 378        | 4,45         | 4 029       | 7,41        |  |
| Exprimés       | Exprimés                   | Exprimés       | 51 035       | 95,55        | 50 331      | 92,59       |  |

#### Sixième circonscription (Hennebont)
| Candidat       | Candidat           | Parti          | Premier tour | Premier tour | Second tour | Second tour |  |
| Candidat       | Candidat           | Parti          | Voix         | %            | Voix        | %           |  |
| -------------- | ------------------ | -------------- | ------------ | ------------ | ----------- | ----------- |  |
|                | Michel Morvant     | RPR            | 12 529       | 22,20        | 21 575      | 49,86       |  |
|                | Jacques Le Nay élu | diss. UDF      | 10 697       | 17,09        | 21 684      | 50,13       |  |
|                | Jean-Yves Laurent  | PS (ADFP)      | 9 332        | 16,54        |             |             |  |
|                | Pierrik Nevannen   | UDF (PR)       | 8 626        | 15,29        |             |             |  |
|                | Jean Le Borgne     | PCF            | 6 318        | 11,20        |             |             |  |
|                | Claudine Rouillé   | Les Verts (EÉ) | 3 920        | 6,95         |             |             |  |
|                | Joseph Gaonac'h    | FN             | 3 572        | 6,33         |             |             |  |
|                | Dominique Durand   | LT-LNÉ         | 1 393        | 2,47         |             |             |  |
|                | Denis Riou         | Régionaliste   | 47           | 0,08         |             |             |  |
|                |                    |                |              |              |             |             |  |
| Inscrits       | Inscrits           | Inscrits       | 80 097       | 100,00       | 80 093      | 100,00      |  |
| Abstentions    | Abstentions        | Abstentions    | 20 653       | 25,78        | 27 519      | 34,36       |  |
| Votants        | Votants            | Votants        | 59 444       | 74,22        | 52 574      | 65,64       |  |
| Blancs et nuls | Blancs et nuls     | Blancs et nuls | 3 010        | 5,06         | 9 315       | 17,72       |  |
| Exprimés       | Exprimés           | Exprimés       | 56 434       | 94,94        | 43 259      | 82,28       |  |